# Omraam Mikhaël Aïvanhov
Omraam Mikhaël Aïvanhov (születési nevén: Mihail Ivanov Dimitrov, bolgár: Михаил Димитров Иванов) (Szrpci, 1900. január 31. – Fréjus, 1986. december 25.) bolgár származású francia filozófus, tanár, misztikus. A tanítását erősen befolyásolta az Egyetemes Fehér Testvériség és az ezoterikus kereszténység.

## Élete
1900-ban született az Oszmán Birodalom Macedóniájában, Bitolában, egy bolgár családban. A balkáni háborúk után a családja Várnába költözött, ahol később a 17 éves Ivanov találkozott Peter Deunov  (Петър Дънов, 1864 – 1944) okkultista filozófussal az Egyetemes Fehér Testvériség  iskolájában. 1937-ben Deunov utasítására létrehozta a Testvériség egyik ágát Franciaországban (Fraternité blanche universelle). 
Ez egy olyan közösség, amelynek összetartó ereje abban rejlik, hogy minden egyes tagja – azáltal, hogy a saját maga javára cselekszik – egyszersmind tudatosan szolgálja a többiek javát is.
A következő 49 év alatt egészen haláláig terjesztette a Testvériség tanításait; több mint 5000 előadást tartott.
Állította, hogy ő és mestere a bogumilok tanításának kései képviselője.
1957-ben Indiába ment, ahol ásramokat keresett fel. Halálát megelőzően megkapta a francia állampolgárságot. 1986-ban távozott az élők közül a Francia Riviérán fekvő Fréjusban.

## Művei
Előadásai alapján megírt könyveit több mint húsz nyelvre fordították le.

### Magyarul megjelent
- A csend útja; ford. Béres Anikó; Szenzár, Bp., 2013 (Izvor sorozat)
- Aranyszabályok a mindennapi élethez; ford. Hatala Ágnes; Szenzár, Bp., 2013 (Izvor sorozat)
- Gyermeknevelés a születés előtt; ford. Béres Anikó; Szenzár, Bp., 2013 (Izvor sorozat)
- Az isteni mágia könyve; ford. Hatala Ágnes; Szenzár, Bp., 2013 (Izvor sorozat)
- A táplálkozás jógája; ford. Gábor Éva; Szenzár, Bp., 2014 (Izvor sorozat)
- Milyen egy igazi szellemi mester?; ford. Gábor Éva; Szenzár–Helikon, Bp., 2016 (Izvor sorozat)
- A gondolat hatalma; ford. Barizs Adrienn; Szenzár–Helikon, Bp., 2016 (Izvor sorozat)
- Harmónia és egészség; ford. Béres Anikó; Szenzár–Helikon, Bp., 2017 (Izvor sorozat)

Egyéb jelentős nemzetközi művei:
- A szoláris civilizáció felé
- A jó és gonosz tudásának fája
- Az egység filozófiája
- A fény útja
- Az emberi és az isteni természet
- Krisztus igazi tanítása
- A Természet titkos könyve
- A kozmikus erkölcs törvényei

## Fordítás
- Ez a szócikk részben vagy egészben  a(z)   Омраам Микаел Айванов című bolgár Wikipédia-szócikk fordításán alapul.  Az eredeti cikk szerkesztőit annak laptörténete sorolja fel. Ez a jelzés csupán a megfogalmazás eredetét és a szerzői jogokat jelzi, nem szolgál a cikkben szereplő információk forrásmegjelöléseként.